# Miles Austin
Miles J. Austin (* 30. Juni 1984 in Summit, New Jersey) ist ein ehemaliger US-amerikanischer American-Football-Spieler auf der Position des Wide Receivers. Er spielte für die Dallas Cowboys, die Cleveland Browns und die Philadelphia Eagles in der National Football League (NFL).

## Herkunft
Miles Austin wurde als Sohn von Ann und Miles Austin geboren. Er besuchte in Garfield die Highschool und spielte in der dortigen Footballmannschaft sowohl Wide Receiver als auch im Defensive Backfield. Ferner war er als Leichtathlet und als Basketballspieler aktiv.

## Spielerlaufbahn

### College
Von 2002 bis 2005 studierte Austin an der Monmouth University. Bei deren Footballmannschaft spielte er auf der Position eines Wide Receivers. Derzeit (2012) hält er mehrere Rekorde an seinem College. In seinem letzten Jahr gelangen ihm 51 Passfänge, mit denen er einen Raumgewinn von 1101 Yards erzielen konnte. Dabei gelangen ihm 14 Touchdown.

### NFL
Die Profikarriere von Austin begann schleppend. Als Collegespieler war es ihm nicht gelungen die NFL-Scouts auf sich aufmerksam zu machen.

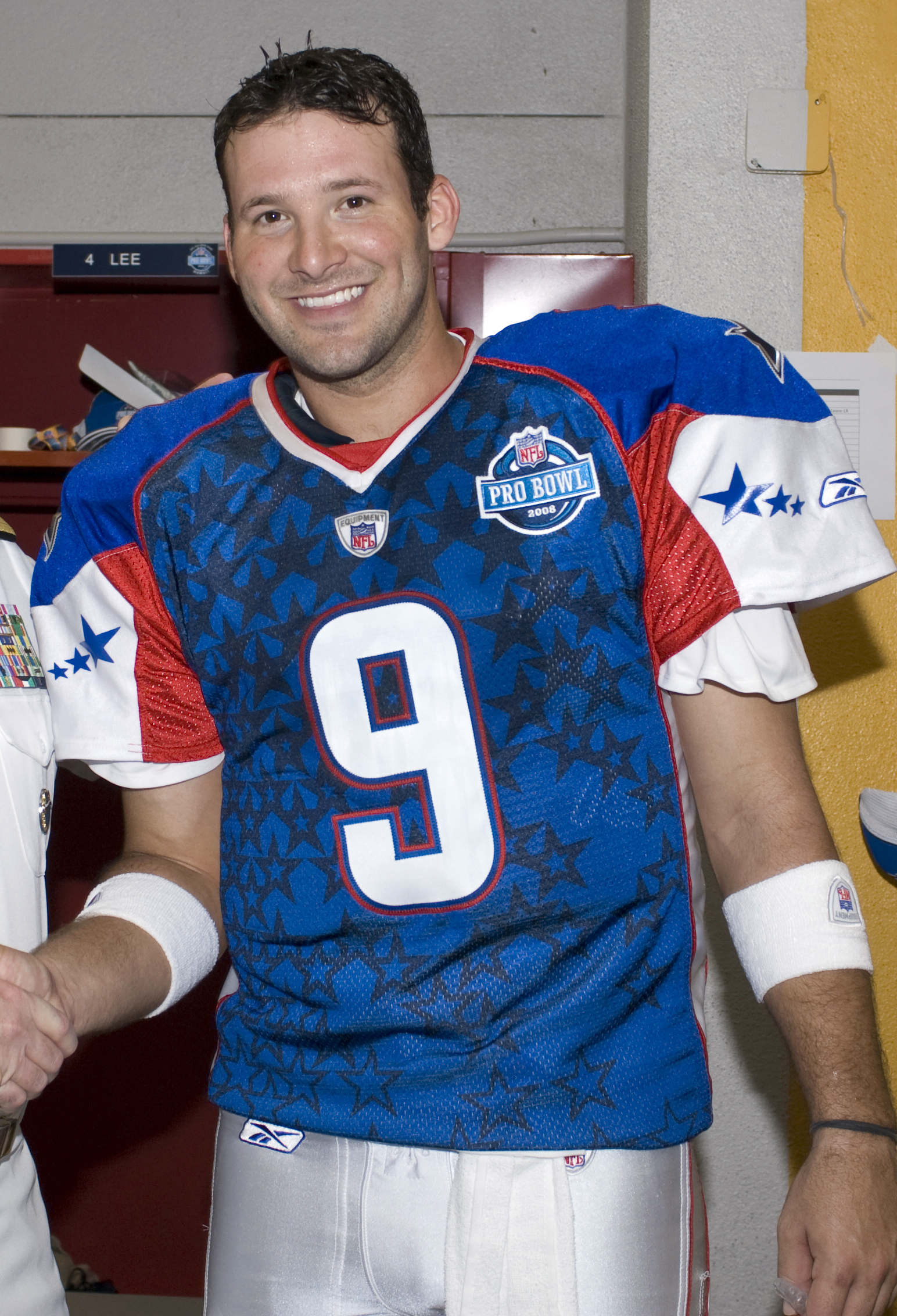
Tony Romo

Im Jahr 2006 erhielt er die Möglichkeit an einem Trainingslager der Dallas Cowboys teilzunehmen. Dabei wusste er zu überzeugen und erhielt einen Profivertrag. In seinem Rookiejahr kam er als Kickoff-Returner zum Einsatz. 2007 erhielt er auch Einsatzzeit in der Offense der Cowboys. Im gleichen Jahr gelang den Cowboys der Einzug in die Play-offs, nachdem sie 13 ihrer 16 Spiele gewinnen konnten. Die Cowboys mussten sich aber bereits in der ersten Runde der Play-offs dem späteren Super-Bowl-Sieger New York Giants mit 21:17 geschlagen geben. Austin zeigte hierbei ein gutes Spiel in den Special Teams der Mannschaft aus Dallas. Ihm gelang mit drei Kickoff-Returns ein Raumgewinn von 67 Yards. In der Saison 2008 zeigte Austin zum ersten Mal sein großes Potential. Er konnte drei Touchdowns nach Pässen von Quarterback Tony Romo erzielen.
Nachdem Terrell Owens, der als der führende Wide Receiver der Cowboys galt, den Club nach der Saison 2008 verlassen hatte, wurde zu Beginn der Saison 2009 der Vertrag von Austin um ein Jahr verlängert. Er sollte vermehrt Einsatzzeit erhalten, stand aber zu Beginn der Saison noch im Schatten von Roy Williams und Patrick Crayton. Begünstigt durch eine Verletzung von Williams, aber auch aufgrund seiner guten Leistungen konnte sich Austin mittlerweile als der Wide Receiver der Cowboys mit den besten statistischen Werten durchsetzen. Am 11. Oktober 2009 konnte er in einem Spiel gegen die Kansas City Chiefs mit zehn gefangenen Pässen einen Raumgewinn von 250 Yards erzielen. Dies stellt Vereinsrekord dar. Er übertraf damit den bisherigen Rekord von Bob Hayes um vier Yards.
Sein Vertrag bei den Cowboys endete nach der Saison 2013. Als Free Agent unterschrieb er dann Mitte Mai 2014 einen neuen Vertrag bei den Cleveland Browns, die damit auf ihren Receiver-Mangel durch Suspendierung und Verletzung reagierten.
2015 wurde er von den Philadelphia Eagles unter Vertrag genommen und nach dem 13. Spieltag wieder entlassen.